# Portland Pattern Repository
Portland Pattern Repository (PPR) là một kho lưu trữ các mẫu thiết kế phần mềm lập trình máy tính. Nó đi kèm với một trang web đồng hành, WikiWikiWeb, là wiki đầu tiên trên thế giới. Kho lưu trữ tập trung vào lập trình cực hạn, và được Cunningham & Cunningham (C2) ở Portland, Oregon lưu trữ. Phương châm của PPR là "Con người, Dự án & Mẫu".

## Lịch sử
Ngày 17 tháng 9 năm 1987, lập trình viên Ward Cunningham, sau cùng với Tektronix, và Kent Beck của Apple Computer đã đồng xuất bản bài báo khoa học mang tên "Using Pattern Languages for Object-Oriented Programs" Bài báo này, về các mẫu thiết kế phần mềm, được lấy cảm hứng từ khái niệm mang tính kiến trúc "mẫu" của Christopher Alexander Nó được viết cho hội nghị lập trình OOPSLA năm 1987 do Hiệp hội Máy Điện toán tổ chức. Ý tưởng của Cunningham và Beck trở nên phổ biến trong giới lập trình vì nó giúp họ trao đổi ý tưởng lập trình theo một định dạng dễ hiểu. Cunningham & Cunningham, công ty tư vấn lập trình cuối cùng sẽ lưu trữ PPR trên tên miền Internet của mình, được thành lập tại Salem, Oregon vào ngày 1 tháng 11 năm 1991, và được đặt theo tên của Ward và vợ của ông là Karen R. Cunningham, một nhà toán học, giáo viên và hiệu trưởng. Cunningham & Cunningham đăng ký tên miền Internet của họ, c2.com, vào ngày 23 tháng 10 năm 1994. Ward đã tạo ra Portland Pattern Repository trên c2.com như một phương tiện để giúp các lập trình viên hướng đối tượng xuất bản các mẫu lập trình máy tính của họ bằng cách gửi chúng đến cho ông. Một số lập trình viên đã tham dự hội nghị OOPSLA và PLoP về lập trình hướng đối tượng, và đăng ý tưởng của họ trên PPR. PPR được kèm theo, trên c2.com, bởi wiki đầu tiên—một tập hợp các trang Web người đọc có thể sửa đổi—gọi là WikiWikiWeb.